# Форум Маринум
Форум Маринум е център за изучаване история на корабоплаването и корабостроенето. Работата на центъра е съсредоточена главно в музейната, научно-изследователската и архивната дейност. Центърът се намира в гр. Турку (IX район), Финландия, на устието на красивата река Аура и в непосредствена близост до пристанището.

## История
Музеят Форум Маринум отваря врати през 1999 г. след сливането на Морския музей на град Турку (основан 1977 г.) и Музея на история на корабоплаването на Академия Обо (основан през 1936 г.). С началото си музеят се ангажира да съхрани морското културно наследство на югозападното крайбрежие на Финландия, Архипелагово и Балтийско море.

## Музейни експонати
Музейният комплекс е разположен в бившите сгради на държавния склад за хранителен резерв (сградата за складиране на жито Круунунмакасиини) и кооперативната общност (сградата на Линанпуоми). Някои от експонатите са разположени във вътрешния двор на музея, като корабите се акостират по насипа. Постоянната изложба е посветена на историята на корабостроенето и корабоплаването в Югозападна Финландия и Оландските острови, както и на финландския флот. Музейните експонати са изложени в двете сгради на музея, както и на борда на корабите музеи. Освен постоянните експозиции, посветени на корабостроенето и корабоплаването, всяка година се организират няколко временни експозиции. Примамлива атракция са летните експозиции на борда на корабите експонати.
В центъра се помещава изключително интересна колекция от мореплавателни съдове: два високи ветроходни кораба (tall ships), четири военни кораба и няколко по-малки плавателни съдове.
Музейните експонати са отворени за посещение целогодишно, а корабите само през лятото. На територията на центъра има реставрационни работилници, където се извършват дейности по възстановяване, консервация и опазване на експонатите.

### Експозиции
В залите на музея можете да видите следните експозиции:
- „В корабостроителниците“ е посветена на корабостроенето в Турку от момента на основаването на първата корабостроителница от шведския крал Густав Васа през XVI век, през ерата на ветроходните кораби и до наши дни.
- „В завода за морски двигатели“ е посветена на историята на производството на морски двигатели в Турку, от началото на производството на морски двигатели с вътрешно горене през 1898 г. до въвеждането на нови технологии от AB Вулкан, WM Crichton & Wärtsilä.
- Една от най-големите колекции на извънбордови двигатели във Финландия
- Най-голямата колекция от морски мини във Финландия
- „Петте живота на финландския лебед (Suomen Joutsen)“ е посветен на историята на ветроходния кораб „Suomen Joutsen“ от 1902 до 2009 година.
- Експозиция на борда на кораба Боре (s/s Bore). Посветена на историята на кораба и круизния туризъм в Скандинавието.
- „Помощ в морето“ е посветена на историята на създаването и развитието на морската спасителна служба във Финландия.
- „200 години подготовка на капитански кадри във Финландия“ – изложбата е посветена на откриването на Морската академия „Обоа Маре“ в Турку през 1813 година
- Архипелаг Морска зона Площадът пред музея е площад Архипелагово море (Saaristomeren Aukio). През 2011 г. фондация „Форум Маринум“ организира набиране на средства за Фонда за защита на архипелага, чиято цел е да се запази естеството на Архипелагово море. Районът е бил покрит с 4550 плочи, символизиращи островите на Архипелага. Всяка плоча е трябвало да бъде украсена с плейт с името на дарителя, направил дарение на Фондацията. На отделна част от района на Архипелагско море има плочи с имената на държавните глави от Балтийския регион, които имат значителен принос за опазването на екосистемата на Балтийско море.[1]

#### Кораби експонати
- Ветроходен кораб Suomen Joutsen (Суомен Йоутсен)
- Барка Sigyn (Сигюн)
- Пасажерски моторен кораб Bore (Боре)
- Яхта Daphne (тип „кеч“ /katch, ketsi/: двумачтова с коси платна), построена през 1935 г. във фабрика за изграждане на дървени лодки Åbo Båtvarf (Turun veneveistämö)[2]

## Официални събития, семейни празници и свободно време
Морският център „Форум Маринум“ работи в сътрудничество с университети, гимназии, музеи и други обществени и частни организации. Центърът е идеалното място за организиране на семейни събирания или вдъхновяващи семинари.
Музеят организира редовни екскурзии до корабостроителницата „Meyer Turku“ в Райсио.
Ресторант Гьоран (Göran) носи името на любимия писател Гьоран Шилдт, посветил се на туристическата тематика. Платноходката на Шилдт, наречена „Дафне“, се намира в ресторанта, за да ви напомня за незабравими приключения, верни спътници и колко е важно да се върнете у дома.